# 尤里·马科维丘克
尤里·马科维丘克 (烏克蘭語：  Юрій Маковейчук) 是一名人体模特方面的油画艺术家和电影制作人。

## 简介
马科维丘克1961年出生于乌克兰基辅，曾先后就读于舍甫琴科国立艺术学校、基辅国立艺术学院 (BFA) 和费城艺术学院(MFA) 。1990年，马科维丘克迁往费城，随后辗转前往纽约。

## 生涯成就

### 画家
- “设计智能”展览（佛罗里达大西洋大学）。 [1]

### 电影制作人
马科维丘克曾制作《无线电人》（1999 年）《学院》（2003 年）两部动画电影；前者曾于帕尔马动画节获奖。

### 布景师
马科维丘克曾参与众多欧洲拍摄的独立电影和电视剧的制作工作，其中最著名的是2008年拍摄的挪威电影《ICEKISS》和之后的《三个火枪手》和《十二交椅》 及玛丽亚·布尔玛卡 、薇尔卡·谢尔都什卡表演的布景。 《远大前程》《哥斯拉》《尽善尽美》等著名电影的布景也是出自他手。

## 电影作品
- 无线电人 (1999) [7]
- 研究所 (2003) [8]